# Edge of Insanity
Edge of Insanity è il primo album solista del chitarrista statunitense Tony MacAlpine pubblicato nel 1986. 
L'album, pur essendo piuttosto variegato nello stile e nelle tecniche utilizzate dal chitarrista, si presenta come prettamente di stampo neoclassico, sulla scia del precursore di questo genere, Yngwie Malmsteen, che ha preceduto MacAlpine di 2 anni pubblicando nel 1984 Rising Force.

## Tracce
1. Wheel of Fortune
2. The Stranger
3. Quarter to Midnight (Live)
4. Agrionia
5. Empire in the Sky
6. The Witch and the Priest
7. The Taker
8. Chopin, Prelude 16, Opus 28
9. Edge of Insanity
10. The Raven
11. No Place in Time
12. Interlude

## Formazione
- Tony MacAlpine – chitarra, tastiera, basso
- Billy Sheehan – basso (eccetto le tracce 3, 7 e 8)
- Steve Smith – batteria